# Luce Twinkle Wink
Luce Twinkle Wink☆ es un grupo femenino japonés de J-pop bajo la agencia Arc Jewel, formado en agosto de 2014.

## Miembros
- Nishikiori Megumi (錦織めぐみ) – Amarillo
- Higaki Kaho (桧垣果穂) – Violeta
- Usami Yukino (宇佐美幸乃) – Rosado
- Itayama Saori (板山紗織) – Azul
- Fukasawa Saki (深沢紗希) – Rojo

## Discografía

### Álbumes
- [2018] LLTW☆

### Sencillos
- [2014] Setsuna Halation (刹那ハレーション)
- [2015] You are a star!
- [2015] Koi-iro♡Shikou Kairo (恋色♡思考回路)
- [2016] 1st Love Story (Opening del anime Netoge no Yome wa Onna no Ko Janai to Omotta?)
- [2017] go to Romance>>>>> (Ending del anime Urara Meirochō)
- [2017] Fight on! (Ending del anime Gamers!)